# Reforming a Husband
Reforming a Husband è un cortometraggio muto del 1909. Il nome del regista non viene riportato nei credit del film.

## Trama
Dopo il viaggio di nozze, la giovane coppia si installa nel nuovo appartamento, pronta a una felice vita in comune. Subito il maritino, però, scopre le nuove regole della casa: niente fumo, niente alcool, niente carte da gioco. Durante una serata con gli amici, mentre tutti giocano a carte, fumano e bevono, lui si astiene da tutti quei "vizi", sotto lo sguardo compiaciuto della moglie. La sera seguente, il marito si reca al club. Là, finalmente si sfoga senza limiti. Uno degli ospiti alla cena del giorno precedente, anche lui al club, lo guarda sorpreso: il giovane marito ormai è completamente ubriaco e l'amico lo aiuta a rientrare a casa.
Il giovane entra in camera da letto: mette il cappello sotto il letto, l'orologio in una brocca d'acqua, le scarpe nel letto e, dopo molti altri incidenti, finalmente si infila sotto le coperte. La mattina dopo, la moglie è inorridita a vedere tutto quel caos. Quando l'uomo scende a fare colazione, lei riappare con il giornale del mattino. Poi va alla credenza, versa del whisky, prende un sigaro e li porta al marito.

## Produzione
Il film fu prodotto dalla Lubin Manufacturing Company.

## Distribuzione
Distribuito dalla Lubin Manufacturing Company, il film - un cortometraggio della lunghezza di 162 metri - uscì nelle sale cinematografiche statunitensi il 18 marzo 1909. Nelle proiezioni, veniva programmato con il sistema dello split reel, accorpato in un'unica bobina con un altro cortometraggio prodotto dalla Lubin, la commedia Uncle Reuben's Courtship.